# عماد اللواتي
عماد اللواتي (11 أكتوبر 1993 بصفاقس في تونس - ) هو لاعب كرة قدم تونسي في مركز الهجوم. لعب مع النادي الرياضي الصفاقسي وجيجيانغ غرينتاون ونادي جيونجنام ‏.

## روابط خارجية
- عماد اللواتي على موقع دوري كوريا الجنوبية (الإنجليزية)
- عماد اللواتي على موقع قاعدة بيانات كرة القدم.إي يو (الإنجليزية)
- عماد اللواتي على موقع Soccerway.com (الإنجليزية)
- عماد اللواتي على موقع عالم كرة القدم.نت (الإنجليزية)